# Lekwungen (langue)
 (avril 2024).
Le lekwungen ou songish (lək̓ʷəŋiʔnəŋ en lekwungen) est un dialecte du salish des détroits, langue amérindienne de la famille des langues salish parlée par les Lekwungen sur l’île de Vancouver en Colombie-Britannique au Canada et sur l’île San Juan dans l’État de Washington aux États-Unis.

## Écriture
Le lekwungen est écrit avec l’alphabet phonétique lək̓ʷəŋiʔnəŋ, un alphabet phonétique américaniste, dans le programme de revitalisation linguistique həlitxʷ tθə lək̓ʷəŋiʔnəŋ (« Faire revivre la langue lekwungen ») de la Première Nation Songhees (en) développé en 2018.